# Noise rock
Pour les articles homonymes, voir Noise (homonymie).
Genres dérivés
Noisecore 
Genres associés
Grindcore, punk hardcore, math rock, rock industriel, rock expérimental, free rock
Le noise rock, ou rock bruitiste, est un genre musical ayant émergé au cours des années 1980. Défini de façon large, il est considéré comme une excroissance expérimentale du punk rock. En mélangeant l'attitude punk avec le bruit atonal, les structures non conventionnelles de la musique industrielle naissante et du bruitisme, le noise rock introduit un nouveau style de musique avant-gardiste dans le paysage du rock indépendant. Le noise rock est parfois nommé « noisecore », bien que le terme serve également à désigner le grindcore ou une variété de techno hardcore rapide et distordue.

## Histoire
L'usage des bruits dans la musique apparaît à travers l'histoire dans une grande variété de cultures traditionnelles. Les harpes éoliennes, et les jeux sonores, souvent liés au travail ou aux divertissements peuvent être considérées comme des formes précurseurs des musiques noise occidentales. Les avant-gardes du XXe siècle contribuent également au développement des pratiques du noise. Les expériences des futuristes russes et italiens au cours des années 1910 et 1920 et les premières musiques électroniques créées en Amérique du Nord et en Europe au cours des années 1930, 1940 et 1950 constituent les fondements sur lesquels ont reposé les pratiques du noise dans les courants des musiques rock, psychédéliques et industrielles des années 1970 et 1980. Plus tard, le qualificatif de noise rock est associé à des artistes japonais tels que Boredoms et Melt-Banana, qui ont incorporé et exacerbé certaines caractéristiques du noise, par exemple en adoptant sur certains morceaux des structures totalement chaotiques, des chansons rapides et extrêmement courtes, marquées par des explosions rythmiques et vocales et des guitares saturées à l'extrême (voir japanoise). À la même époque, des groupes tels que Gore Beyond Necropsy et Anal Cunt développent un style similaire qualifié de noisecore ou noisegrind, plus apparenté au metal. Dans de nombreux cas, bien qu'ils soient issus d'univers musicaux différents, les groupes influencés par le noise rock et le grindcore ont collaboré musicalement.
The Velvet Underground (en particulier leur album White Light/White Heat), les Stooges, les Fifty Foot Hose de San Francisco, Michael Yonkers, les passages les plus expressifs du krautrock (des groupes tels que Faust), le free jazz et le free-rock chaotiques du label ESP-Disk et le Metal Machine Music de Lou Reed sont parmi les principales influences du noise rock des débuts. Porté par le courant no wave new yorkais, le noise rock prend réellement forme dans les années 1980 avec l'émergence sur différentes scènes des États-Unis de certains groupes parmi lesquels The Jesus Lizard, Big Black, Shellac, Butthole Surfers, Scratch Acid, Sonic Youth,, Swans,, The Cows, Flipper, et Dinosaur Jr..

### Années 1970
La scène no wave new-yorkaise, avec des groupes comme Mars et Teenage Jesus and the Jerks, émergent en 1978, contirbuent au développement du noise rock. Tandis que la no wave implique une variété de tendances post-punk expérimentaux (différents groupes incorporant des éléments de free jazz, soul, et de disco), des groupes parviennent à innover dans la tradition noise rock. Chrome, originaire de San Francisco, produit son propre style de punk psychédélique, partageant quelques points communs avec les groupes de no wave. Au debut des années 1970 au Japon emerge Les Rallizes Dénudés, tirant leurs inspirations du Velvet Underground, du Krautrock et du free jazz le groupe développera un son psychédélique particulièrement saturé et de longs morceaux instrumentaux axé sur l’usage du feedback.

### Années 1980

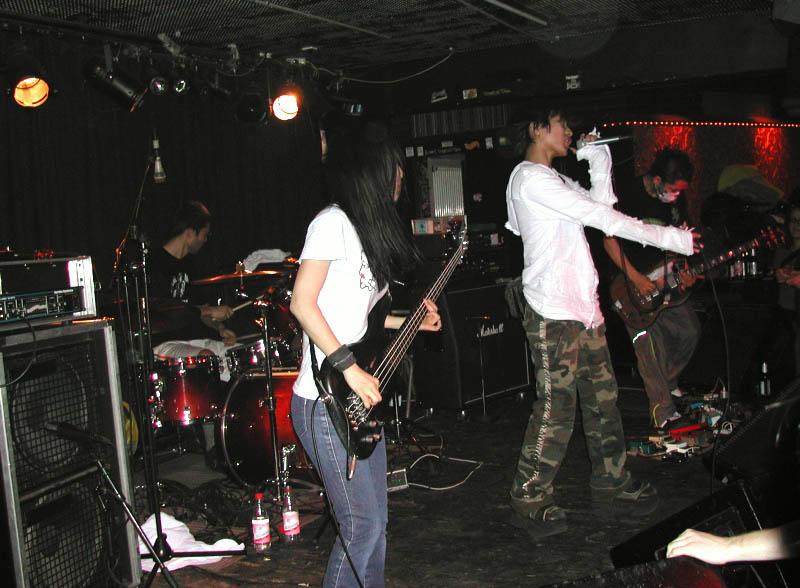
Melt-Banana.

Un nombre de groupes noise rock émergent de différentes scènes nord-américaines des années 1980. Ils incluent Caroliner, et Grotus (San Francisco), Big Black, (Chicago), Butthole Surfers,, The Jesus Lizard,, Scratch Acid (Texas), les Melvins, (Montesano), Dinosaur Jr., Sonic Youth,, Live Skull, Swans,, White Zombie,, The Thing, et Helmet, (New York), Pussy Galore, et Royal Trux (Washington D.C.), parmi d'autres. Ces groupes sont considérés comme « pigfuck » par Robert Christgau en référence à Last Tango in Paris de Bertolucci. Le label Amphetamine Reptile situé à Minneapolis, fait partie de cette tradition.
Des groupes de musique industrielle (comme Throbbing Gristle) se développent en parallèle, et souvent en collaboration avec les groupes de noise rock. La plupart d'entre eux font une approche féroce dans leur musique. IAO Core reprend (et s'inspire de) The Stranglers, Sonic Youth parle à voix haute des Beatles, Pussy Galore reprend (et s'inspire de) The Rolling Stones, Black Flag s'inspire de Black Sabbath, et les Butthole Surfers collaborent avec John Paul Jones et imitent Jimi Hendrix.
Début 1986, le groupe britannique Napalm Death crée le grindcore en mélangeant le noise rock de Swans avec le punk hardcore et le death metal. Tandis que des groupes de grindcore plus récents se redirigent vers le death metal, des groupes américains comme Anal Cunt continuent dans la lancée extrêmement dissonante et freeform.
Une scène similaire commence à émerger à Osaka, au Japon, menée par Hanatarash et les Boredoms, auteurs de « chansons » extrêmement courtes et rapides, marquées par des rangées rythmiques (inspirées du grindcore), des hurlements et guitares saturées. Le chanteur des Boredoms Yamantaka Eye a également collaboré avec le groupe jazzcore Naked City. Les Boredoms évoluent par la suite vers un son orienté Krautrock. Gore Beyond Necropsy, Ground Zero,, Zeni Geva,, Guitar Wolf et Melt-Banana, aident au développement de la scène noise rock japonaise. Ces groupes reflètent également l'impact de la scène japanoise menée par Merzbow.
Les groupes britanniques shoegazing développent une forme entièrement différente de noise rock, largement dérivé du genre noise pop. Inspirée d'une manière similaire par les groupes dream pop, et reprennant le rock agressif de The Jesus and Mary Chain, The Telescopes et Sonic Youth notamment, My Bloody Valentine produit un genre psychédélique, féminin, mais également dissonant appartenant à la tradition noise rock.
Certains groupes math rock comme Don Caballero sont également considérés comme noise rock, et certains groupes post-hardcore, screamo, et riot grrrl se sont inspirés du noise rock.

### Années 1990

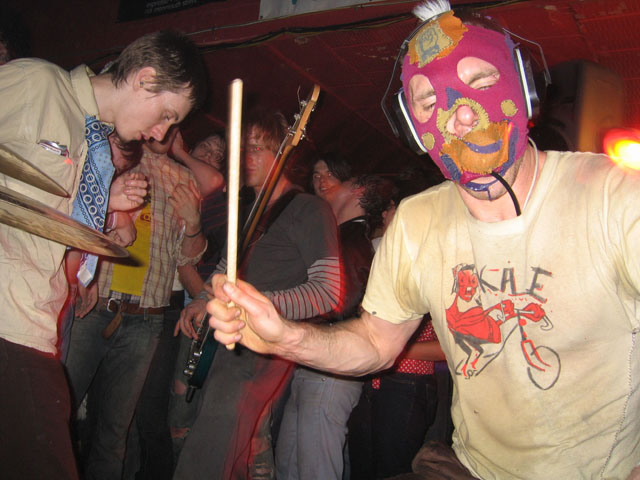
Lightning Bolt, sur scène au Southgate House, en 2005.

Les groupes de noise rock des années 1980 ont fortement influencé des groupes comme Nirvana et Hole,, et, de ce fait, parviennent à cibler facilement le grand public lorsque le grunge était joué à la radio. L'album de Nirvana, In Utero est d'une manière évidente axé noise rock des années 1980, et est produit par le chanteur de Big Black et icône du noise rock Steve Albini,. Des groupes de metal industriel, comme Ministry, Nine Inch Nails, et White Zombie, sont également orientés noise rock.
En 1992, Melt-Banana se lance au Japon, se popularise en Europe et aux États-Unis à la fin des années 1990, et devient un groupe notable dans le noise rock ulta rapide. En France, Diabologum fait l'expérience de collages dadaïste et de rock bruitiste. Le groupe de power electronics Ramleh fait également l'expérience de structures noise rock au début des années 1990.
La scène powerviolence se rapproche du noise rock, notamment avec Man Is the Bastard qui se concentre sur la musique bruitiste sans structure. The Locust s'inspire de Man Is the Bastard et produit une sonorité powerviolence. Des groupes contemporains comme Neurosis et Today Is the Day, commencent à mélanger noise rock et metal extrême. Les innovations qui en résultent sont utilisés par des pionniers du metalcore, comme Converge, Botch et The Dillinger Escape Plan.
Au milieu des années 1990, Providence assiste à l'émergence de nouveaux groupes noise rock, originaires de la scène RISD. Ces groupes se penchent moins sur les structures traditionnelles du rock. Ils impliquent Lightning Bolt, Arab On Radar, Six Finger Satellite, Pink and Brown, et Black Dice, font partie de cette scène, mais se délocalisent à Brooklyn, là où ils rejoignent des groupes comme Gang Gang Dance. Ces groupes sont en partie liés à scène de San Diego ayant émergé du screamo.
Mike Patton est également contributeur de la scène noise rock grâce au label Ipecac.

### Années 2000
Après 2000, des groupes de noise rock se forment à l'international. Ils incluent mclusky, Scarling, Black Dice, An Albatross, Pissed Jeans, Deerhunter, The Death Set, Oneida, Parts and Labor, Fuck Buttons, Indian Jewelry, Yuck, Health, Wavves, Neptune, Fiasco, Aa (Big A Little a), Girls in Love, Magik Markers, Mohamed UFO, Mindflayer, Part Chimp, Slicing Grandpa, Japanther, et Hella. À San Francisco, certains de ces nombreux groupes incluent Deerhoof, Boxleitner, Erase Errata, So So Many White White Tigers, Total Shutdown, Numbers, Crack: We Are Rock, Burmese, et Pink & Brown. D'autres exemples de groupes noise rock incluent No Age originaire de Los Angeles, Skeleteen, The Lowdown de Santa Cruz, Pre, Part Chimp, Male Bonding, et Action Beat originaire du Royaume-Uni, The Maharajah Commission originaire de Malaisie, The Intelligence de Seattle, Japandroids de Vancouver, et Double Dagger, The New Flesh et Ponytail de Baltimore.

### Années 2010
Les groupes de noise rock les plus récents incluent Roomrunner, Dope Body, Fight Amp, Whores., Bleeding Knees Club, White Spot, Kowloon Walled City, Nü Sensae, Sunn O))), METZ, Disappears, Thee Oh Sees, Cloud Nothings, Riggots, Chelsea Light Moving, The Noise, GRIZZLOR, Dumb Numbers, Ultrabunny, Bass Drum of Death, Black Light Brigade et des groupes japonais comme Nisennenmondai, Akai Kouen (赤い公園), et ZZZ's.

## Labels
- Amphetamine Reptile Records
- Atypeek Music (en)
- Bulb Records
- Ecstatic Peace!
- Gold Standard Laboratories
- Hanson Records
- Homestead Records
- In the Red Records
- Ipecac Recordings
- Load Records
- Lo-Fi Eyed Records
- Narnack Records
- Silent Explosion
- Skin Graft Records
- SYR
- Three One G
- Touch and Go Records